# Cmentarz wojskowy w Łomży
Dawny cmentarz wojskowy w Łomży – zlikwidowany cmentarz wojskowy z grobami żołnierzy polskich, rosyjskich i niemieckich.
Cmentarz założony w 1861 roku przy ulicy Słonecznej (obecnie ul. Kardynała Wyszyńskiego) jako prawosławny cmentarz wojskowy. Chowano na nim żołnierzy rosyjskich. W 1939 roku na cmentarzu założono kwaterę wojenną żołnierzy Wojska Polskiego. Cmentarz został zlikwidowany a w latach 1982-1991 na jego terenie wybudowano kościół parafialny – Sanktuarium Miłosierdzia Bożego. Część grobów imiennych przeniesiono na Cmentarz Katedralny w Łomży przy ul. Kopernika, natomiast niezidentyfikowane szczątki pochowano we wspólnej mogile na terenie Sanktuarium. Obok mogiły zbiorowej znajduje się rzeźba pochodząca z grobu pułkownika Aleksandra Nikołajewicza Tuchaczewskiego, poległego 6 września 1831 roku w pierwszym dniu szturmu Warszawy.
Z pozostałości cmentarza zachowała się mała, murowana kaplica cmentarna z początku XX wieku. Dawniej prawosławna cerkiew cmentarna a obecnie kaplica rzymskokatolicka. Wpisana do rejestru zabytków 5 czerwca 1980 r.pod numerem 171. Na murze okalającym kaplicę znajdują się cztery pamiątkowe tablice. Trzy z nich upamiętniają żołnierzy Wojska Polskiego spoczywających na dawnym cmentarzu wojskowym. Na jednej z nich widnieje napis:

W TYM MIEJSCU, NA BYŁYM CMENTARZU GARNIZONOWYM, ZNAJDOWAŁA SIĘ KWATERA WOJENNA, W KTÓREJ ZOSTAŁO POCHOWANYCH 444 ŻOŁNIERZY 33, 42, 71 PUŁKÓW PIECHOTY I 18 PUŁKU ARTYLERII LEKKIEJ, 18 DYWIZJI PIECHOTY ORAZ PODLASKIEJ I SUWALSKIEJ BRYGAD KAWALERII WOJSKA POLSKIEGO, SZCZĄTKI KTÓRYCH EKSHUMOWANO Z PÓL BITEWNYCH WRZEŚNIA 1939 R. NA ZIEMI ŁOMŻYŃSKIEJ. POCHOWANO TU RÓWNIEŻ SZCZĄTKI 1857 OFIAR TERRORU OKUPANTA NIEMIECKIEGO Z LAT 1941 – 1944.

Dwie pozostałe zawierają znane nazwiska tych, którzy zostali pochowani na cmentarzu. Czwarta z tablic upamiętnia żołnierzy Polskiego Państwa Podziemnego:

W HOŁDZIE ŻOŁNIERZOM OBWODU ŁOMŻA POLEGŁYM W WALKACH O WOLNOŚĆ OJCZYZNY, POMORDOWANYM W LATACH WOJNY I OKUPACJI, ZMARŁYM W SOWIECKICH ŁAGRACH I NIEMIECKICH OBOZACH ZAGŁADY, ZAMĘCZONYM PO WOJNIE PRZEZ SOWIECKI NKWD I KOMUNISTYCZNY APARAT BEZPIECZEŃSTWA PRL, POTAJEMNIE POGRZEBANYCH W MIEJSCACH NIEZNANYCH.